# ماسانوري كيزاوا
ماسانوري كيزاوا (باليابانية: 木澤 正徳) (2 يونيو 1969 في كوغا في اليابان – )؛ هو لاعب كرة قدم ياباني سابق كان يلعب كمدافع.

## وصلات خارجية
- ماسانوري كيزاوا على موقع رابطة كرة القدم اليابانية للمحترفين (اليابانية)
- ماسانوري كيزاوا على موقع قاعدة بيانات كرة القدم.إي يو (الإنجليزية)
- ماسانوري كيزاوا على موقع عالم كرة القدم.نت (الإنجليزية)